# Bistum Antigonish
Das Bistum Antigonish (lateinisch Dioecesis Antigonicensis, englisch Diocese of Antigonish) ist eine in Kanada gelegene Diözese der römisch-katholischen Kirche mit Sitz in Antigonish (Nova Scotia).
Es wurde am 22. September 1844 als Bistum Arichat aus dem Erzbistum Halifax gegründet. Am 23. August 1886 erfolgte die Namensänderung in Bistum Antigonish. Das Bistum umfasst die Countys Antigonish, Pictou, Guysborough, Richmond, Inverness, Victoria und Cape Breton in Nova Scotia.
Bekannt ist die 1874 errichtete Kathedrale „St. Ninian Cathedral“.
1853 wurde durch Bischof Colin Francis MacKinnon die Saint Francis Xavier University, zunächst als Priesterseminar, gegründet.

## Bischöfe
- 1844–1851 William Fraser
- 1851–1877 Colin Francis MacKinnon
- 1877–1910 John Cameron
- 1912–1950 James Morrison
- 1950–1959 John Roderick MacDonald
- 1960–1986 William Edward Power
- 1986–2002 Colin Campbell
- 2003–2009 Raymond John Lahey
  - 2009 Anthony Mancini (Apostolischer Administrator)
- 2009–2019 Brian Joseph Dunn (dann Koadjutorerzbischof von Halifax-Yarmouth)
- seit 2019 Wayne Joseph Kirkpatrick